# Stadtkirche Friedberg

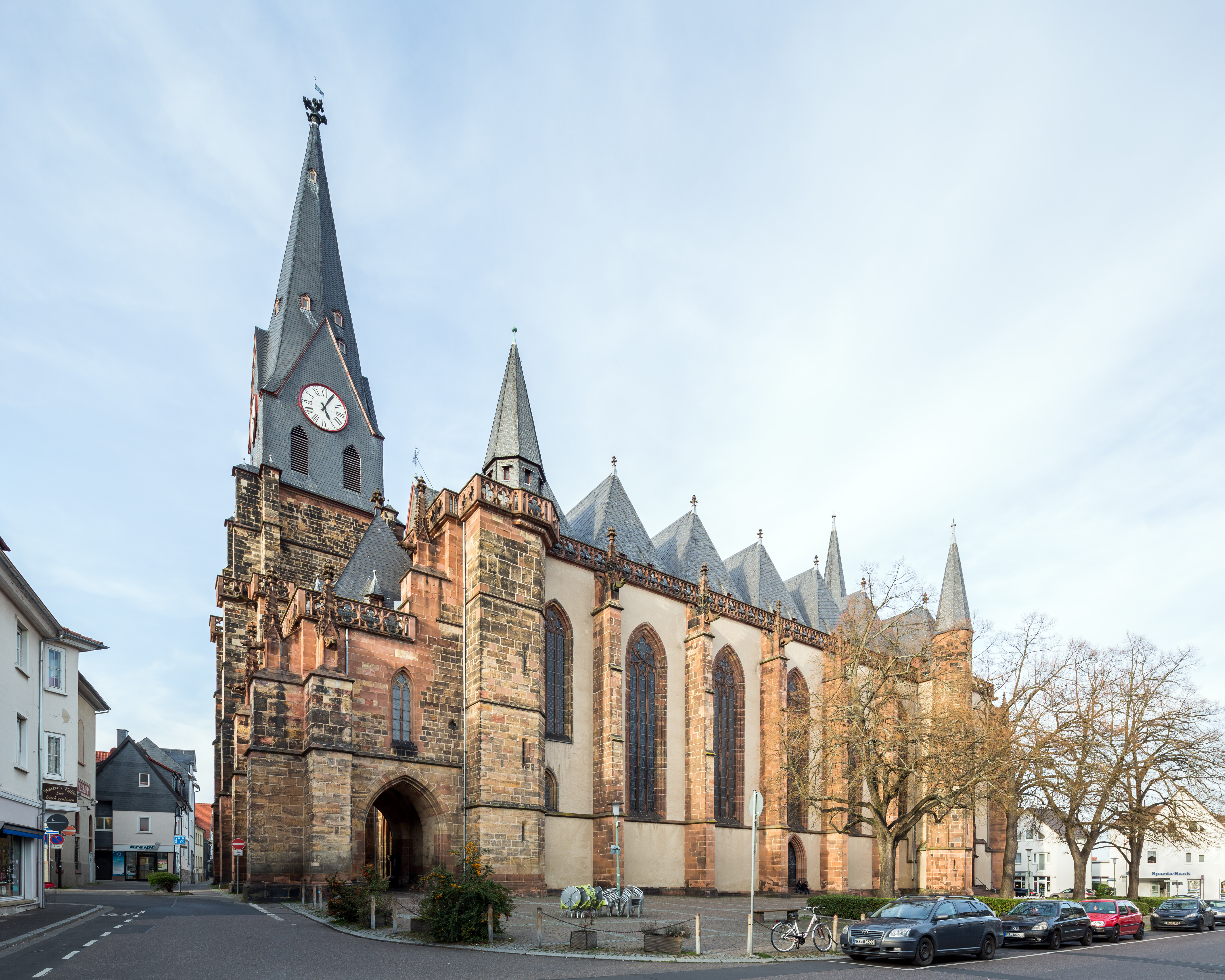
Evangelische Stadtpfarrkirche Unserer Lieben Frau

Die evangelische Stadtkirche Unserer Lieben Frau in Friedberg (Hessen) ist eine gotische Hallenkirche, die zwischen 1260 und 1410 erbaut wurde.

## Geschichte

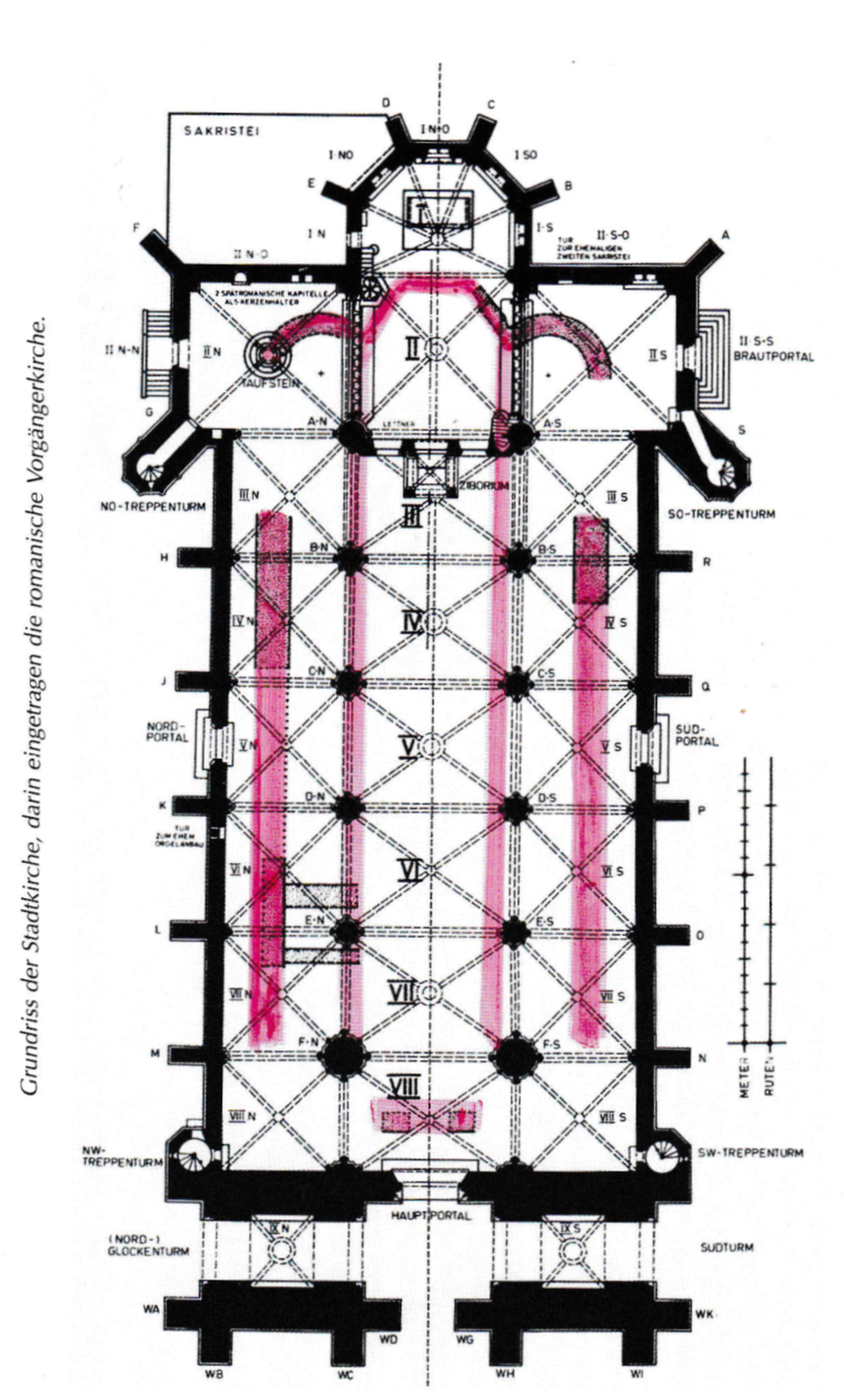
Grundriss der Stadtkirche, darin eingetragen die romanische Vorgängerkirche.

Bereits im späten 12. Jahrhundert entstand an der Stelle der heutigen gotischen Hallenkirche eine dreischiffige romanische Basilika mit drei Apsiden als Ostabschluss. Von diesem Vorgängerbau sind heute allerdings nur noch Teile des Lettners erhalten.
In der Mitte des 13. Jahrhunderts bot die enorme wirtschaftliche Blüte der Stadt Friedberg den Anlass, den bestehenden romanischen Kirchenbau durch einen größeren zu ersetzen.
Der Baubeginn des gotischen Neubaus ist wohl spätestens 1257 anzusetzen, einem Moment nach einem lokalen militärischen Sieg der Stadt über die nahe Burg Friedberg. In dieser Zeit wurden fast hastig die Fundamente zum Querhaus und den beiden östlichen Treppentürmen gelegt, ohne zunächst den bestehenden Kirchenbau anzutasten. Spätestens 1260 begann das Errichten der Querhausmauern bis zur Höhe der Fenstersohlbänke. Nach einer Baupause mit unklarer Ursache wurden um 1285 unter einem hochbegabten, von Straßburg geprägten Werkmeister der Chor, die östliche Querhauswand und das südseitig ins Vorhandene eingefügte Brautportal in voller Höhe aufgeführt, immer noch unter Schonung des Altbaus. Ein anderer Meister erbaute anschließend die Querschiffs-Stirnwände, die Treppentürme und, nun unter formal bereits veraltetem Marburger Einfluss, die beiden westlichen Freipfeiler der Vierung.

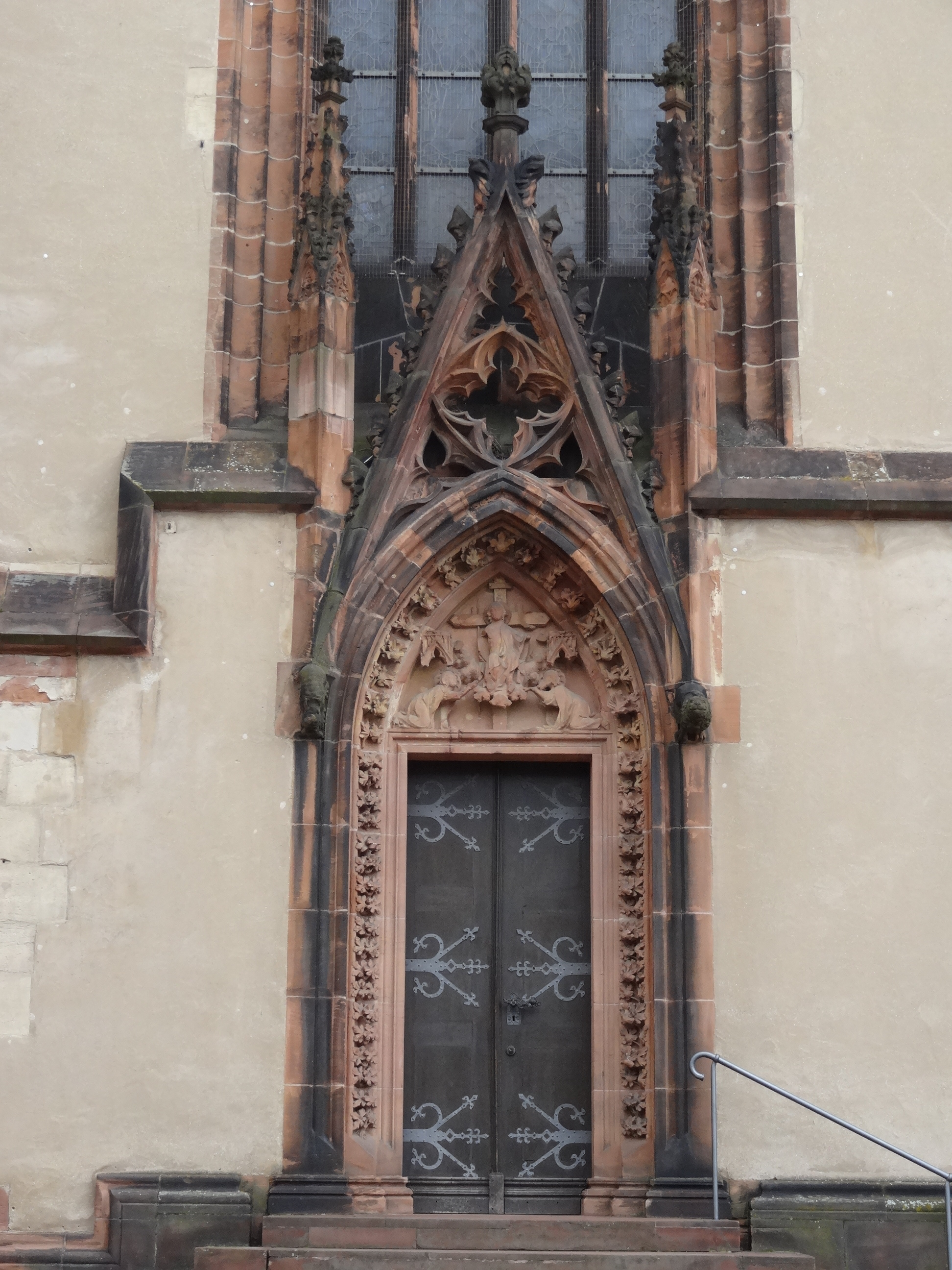
Brautportal

Damit war nun der Querschnitt des Hallenlanghauses endgültig festgelegt. Der spätromanische Lettner blieb dabei noch unverändert erhalten. Nach Wölbung und Ausmalung waren 1306 Chor und Querschiff vollendet. Am 29. Mai des Jahres, am Sonntag nach Pfingsten, wurde der Hochaltar geweiht. Albrecht I., seit 1298 römisch-deutscher König, befand sich mit weiteren fürstlichen Personen unter den Ehrengästen.
Der Fortbau der östliche Langhausjoche dürfte ohne Pause erfolgt sein. Steine der nun gänzlich dem Abbruch verfallenden alten Kirche mauerte man in den Neubau mit ein. Gegen 1330 war das gotische Langhaus bis zu den beiden Seitenportalen fertiggestellt. Kurz nach 1340 werden bereits zehn Altäre erwähnt. Bis in die Mitte des 14. Jahrhunderts war die Halle so weit hochgeführt und unter Dach gebracht, dass nach dem 4. Langhausjoch eine massive provisorische Abschlusswand die inzwischen weiter ergänzten Raumbereiche begrenzen konnte und einen Zustand schuf, wie wir ihn ähnlich in Wetzlar bis heute kennen. Anders als dort setzte man in Friedberg den Weiterbau zunächst mit der Errichtung der Freipfeiler nach Westen hin fort, wobei ihr westlichstes besonders starke Paar bereits zum Tragen von Turmbauten vorgesehen war.

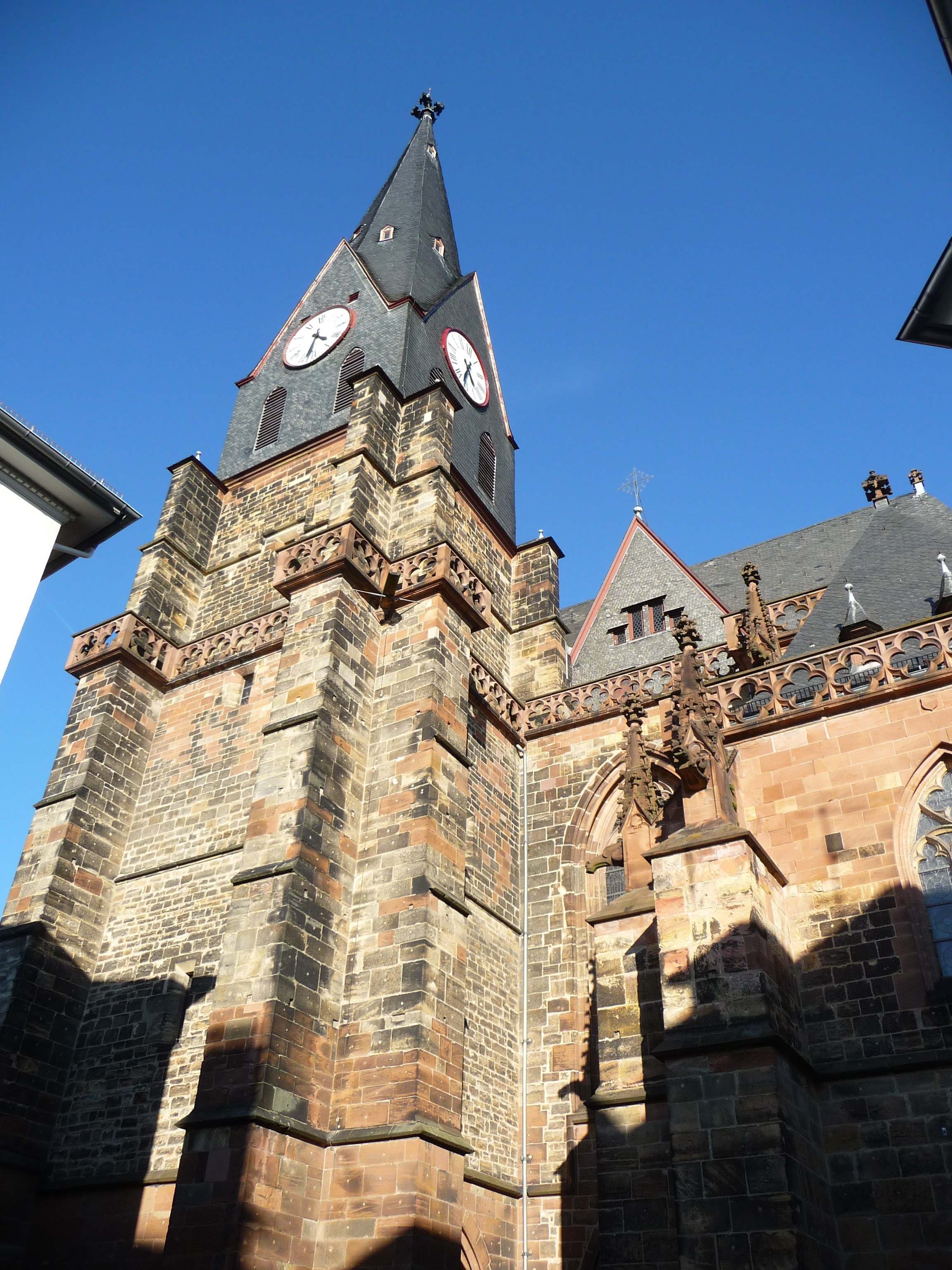
Turmfassade der Kirche.

Noch bevor die Anlage der Außenmauern der beiden letzten Joche begann, muss bereits die Entscheidung getroffen worden sein, nun ein sehr massives Turmpaar westlich vor den eigentlichen Kirchenkörper zu setzen. Um dies der städtischen Bürgerschaft zu zeigen, legte man alle nötigen Fundamente an und setzte darauf mehr oder weniger hohe aufgehende Mauerteile aus roten Sandsteinquadern im Sinne der aktuellen Planung. Am wichtigsten war trotzdem das Vollenden der den Kirchenraum umschließenden Bauteile bis zur Wölbung und dem gegenüber dem vorigen konstruktiv bei gleichem Aussehen etwas abgewandelten Dachwerk. So war das Innere der Kirche um 1370/75 vollendet und bis auf zwei westliche Emporengewölbe voll nutzbar.
Das Weiterbauen der Türme geschah in der Folge immer langsamer, meistens auch in einem anderen, helleren Steinmaterial. Wirtschaftlicher Niedergang der Reichsstadt, negative Einflüsse seitens der Reichsburg Friedberg und schließlich 1383 ein partieller Stadtbrand ließ den Turmbau immer mühsamer gedeihen. Am 22. Januar 1410 bewirkte ein Schiedsspruch des gemeinsamen Stadtherrn, König Ruprecht von der Pfalz, den kompletten Baustopp der trotz offener Erdgeschossdurchgänge sehr massiven Kirchtürme. Das Burgregiment hatte deren auffallend starkes Mauerwerk zum Anlass genommen, die Gefahr einer eventuell drohenden Beschießung auf ihr Areal vorzugeben, trotz der eigentlichen Unmöglichkeit eines solchen Angriffs. Lediglich die Ausführung eines Glockengeschosses, auf dem gerade in Dachfirsthöhe angelangten Nordturmstumpf war gestattet worden. Dass dieser Aufsatz in verschieferter Fachwerkkonstruktion mit hohem, über vier Giebeln aufragendem achtseitigen Helm mit bekrönender steinerner Kreuzblume nicht ganz bescheiden geriet und die Höhe von 62 Meter erreichte, beweist den verbliebenen Ehrgeiz des reichsstädtischen Rats an seinem Pfarrkirchenbau.
Die für das Jahr 1420 belegten Glockengüsse lassen auf das Ende am Kirchenbau schließen, da der niedrige zweite Turmstumpf nur mit einem Schleppdach abgedeckt wurde und keinerlei Gestaltung mehr erhielt.

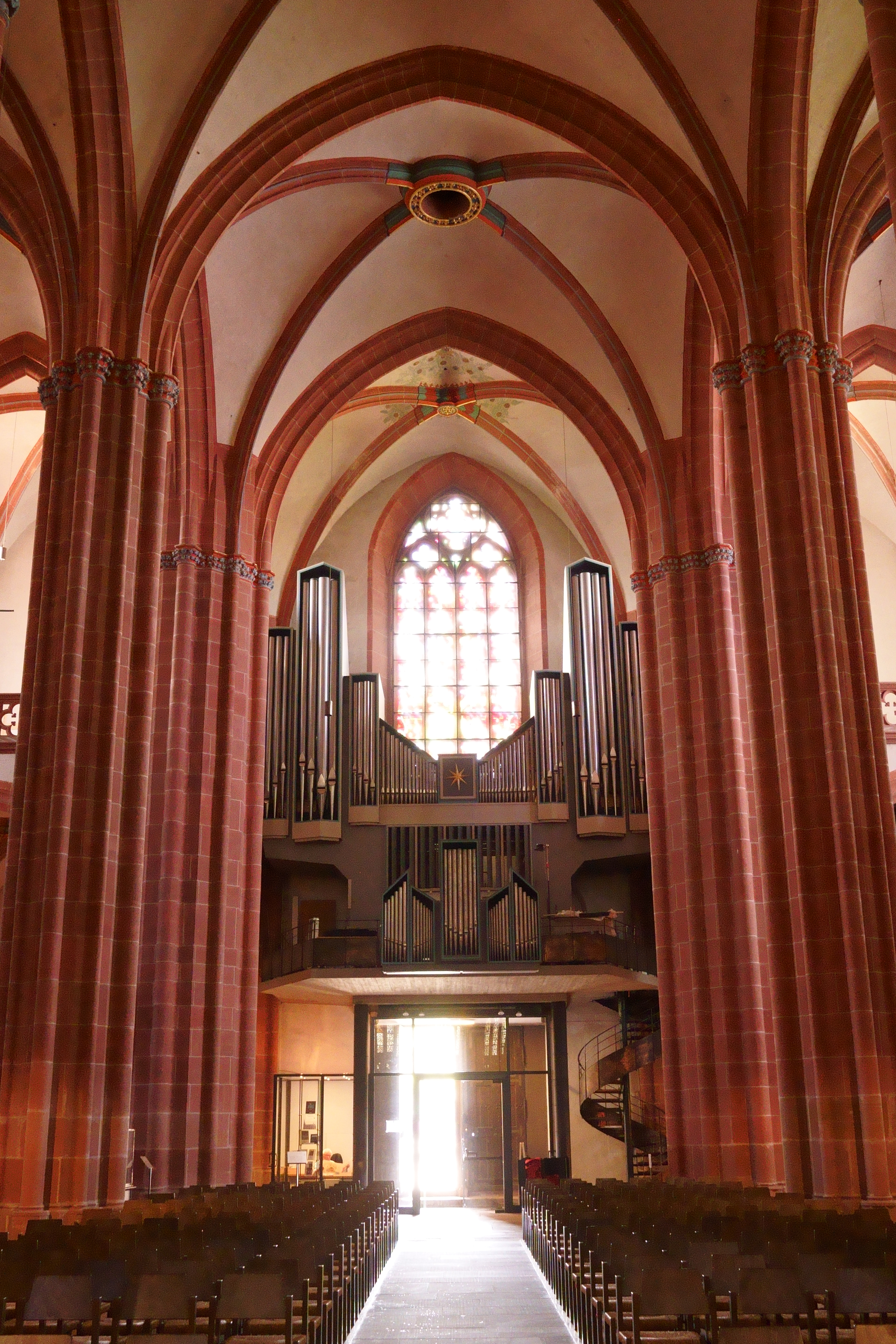
Innenansicht zur Orgel

In der zweiten Hälfte des 15. Jahrhunderts kommt es mit der Anschaffung von Buntglasfenstern für den Chor und dem Sakramentshaus von Hans von Düren zu einer erstaunlichen Nachblüte der Kirche zugunsten der Kirchenausstattung. In den nachfolgenden Jahrhunderten folgen jedoch kaum mehr bauliche Veränderungen. Die früh einsetzende und sich bis 1541 hinziehende und nach erzwungenem Interim endgültig 1552 durchsetzende Einführung der Reformation verlief in Friedberg friedlich und ohne Bildersturm, die Gemeinde bekannte sich zum Luthertum. Um das Langhaus für Predigthörer zuzurichten, beließ man nicht nur den als Sängertribune nutzbaren Lettner, man zog zusätzlich zeitweise auch einige Emporen ein. Schäden im Dreißigjährigen Krieg hielten sich in Grenzen, die Barockzeit brachte sogar eine große Orgel. Der Zustand der Bausubstanz, namentlich von Chor und Querschiff, nahm allerdings immer bedrohlichere Züge an und verlangte im Jahr 1822 nach unelegant ausgeführten statischen Maßnahmen. Zur Mittelbeschaffung sah man sich zum Verkauf großer Teile des ohnehin nicht mehr genutzten Kirchenschatzes genötigt. Trotzdem unternahm man bereits bald danach, zwischen 1842 und 1845, nicht nur ein puristisches Ausräumen der seitherigen Kirchenausstattung, sondern entschloss sich auch unter Oberleitung des großherzoglich-hessischen Hochbauamts zum Einfügen einer durchaus qualitätvollen Neuausstattung mit Bänken, Kanzel und Orgelgehäuse im Stil der Neugotik.

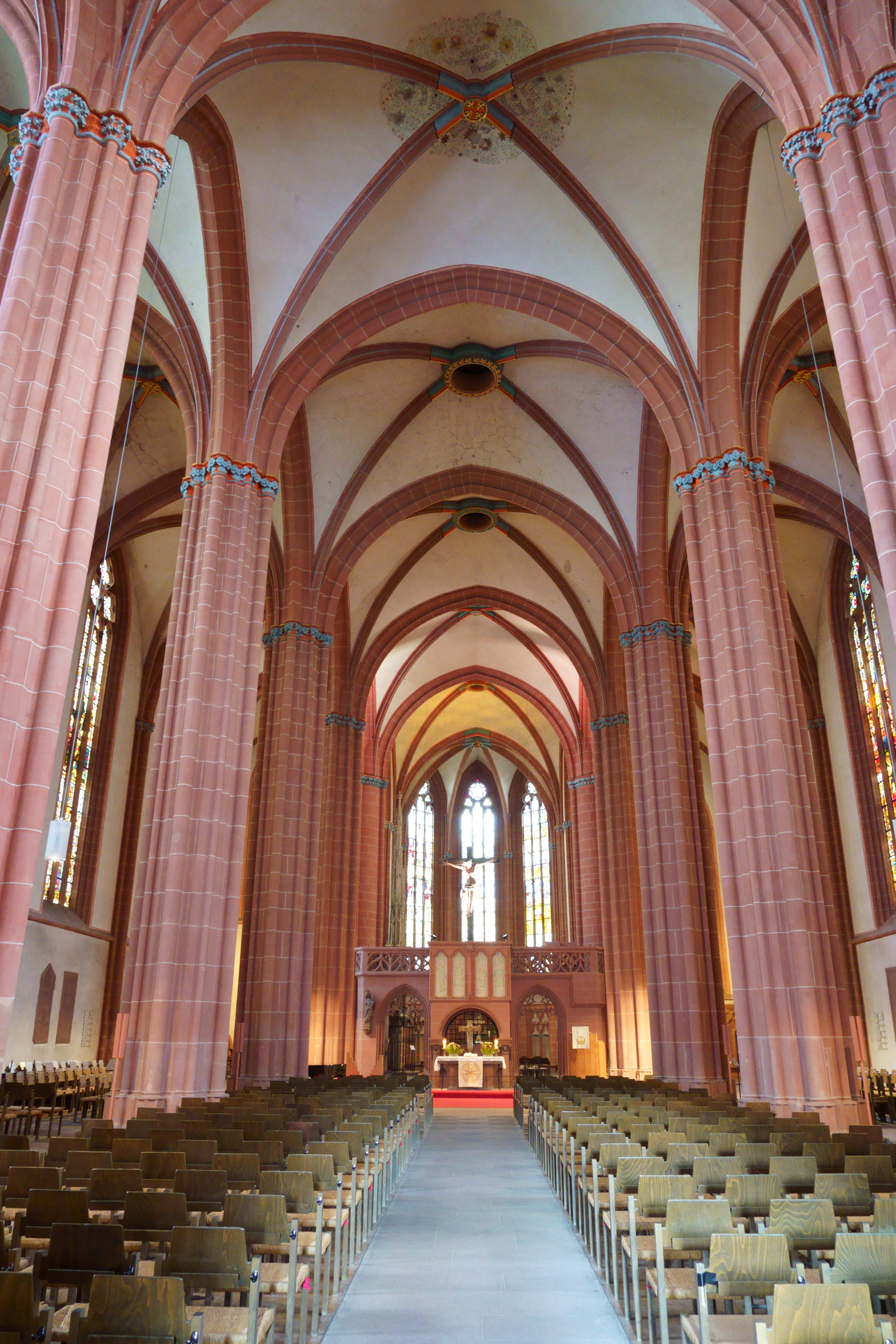
Innenansicht Altar und Lettner

Um der zunehmenden akuten Einsturzgefahr der östlichen Bauteile der Kirche endgültig zu begegnen, kam es nach umfangreichen Voruntersuchungen zu aus heutiger Sicht außerordentlich vorbildlichen Dokumentationen und Planungen. Die Architekten Rudolf Opfermann und Hubert Kratz führten die Sanierungskampagne zwischen 1896 und 1901 durch. Der äußerst sorgfältige Abbau von Chor, Querschiff und nördlicher Sakristei und ihr Wiedererrichten auf neuen festeren Fundamenten mit möglichst dem originalen Steinmaterial und einigen weiteren Maßnahmen wie der Bekrönung des Südturm-Stumpfes sicherte den Hallenkirchenbau dauerhaft. 1908 folgte diesen Maßnahmen ein Orgel-Neubau ins bestehende Gehäuse hinein, nachdem zwischenzeitlich auch große Teile der bis jetzt erhaltenen farbigen Neuverglasung entstanden waren.
Die heute sichtbare farbige Raumfassung, überwiegend auf Befunduntersuchungen beruhend, geht auf die Jahre zwischen 1958 und 1963 zurück und folgte den Angaben des Landeskonservators Otto Müller durch den Kirchenmaler Anton Burkard. In den Rahmen dieser Bauperiode fällt auch die Beseitigung der neugotischen Ausstattung und der Erwerb der jetzigen Einzelbestuhlung. Die aus Stahlbeton gefertigte West-Empore mit dem Orgelprospekt sowie den aktuellen Sakristei-Anbau entwarf der Frankfurter Architekt Theo Kellner bis 1964.
Von 1996 bis 2001 kam es zu einer nötig gewordenen weiteren Restaurierungskampagne. 2006 feierte die Kirchengemeinde den 700. Jahrestag der Hochaltarweihe.

## Architektur
Bei der Friedberger Stadtkirche handelt es sich um eine Hallenkirche mit vorgelagerter Doppelturmfassade und polygonalem Chorschluss. Die zwei massiven quadratischen Westtürme bilden zwei von Norden nach Süden durchschreitbare Turmvorhallen, die das mittig zwischen ihnen liegende Hauptportal einrahmen. Durch dieses Hauptportal wird die dreischiffige Halle betreten, die sich über sechs Joche erstreckt. Daran anschließend folgt das Querhaus. Die jeweils nur aus einem Joch bestehenden Querhausarme ragen nur wenig über die Langhausflucht hinaus, werden aber jeweils durch einen fast freistehenden Treppenturm hervorgehoben. An die Vierung schließt ohne ein sonst häufig übliches Vorjoch eine Apsis mit 5/8-Schluss an.

### Außenbau

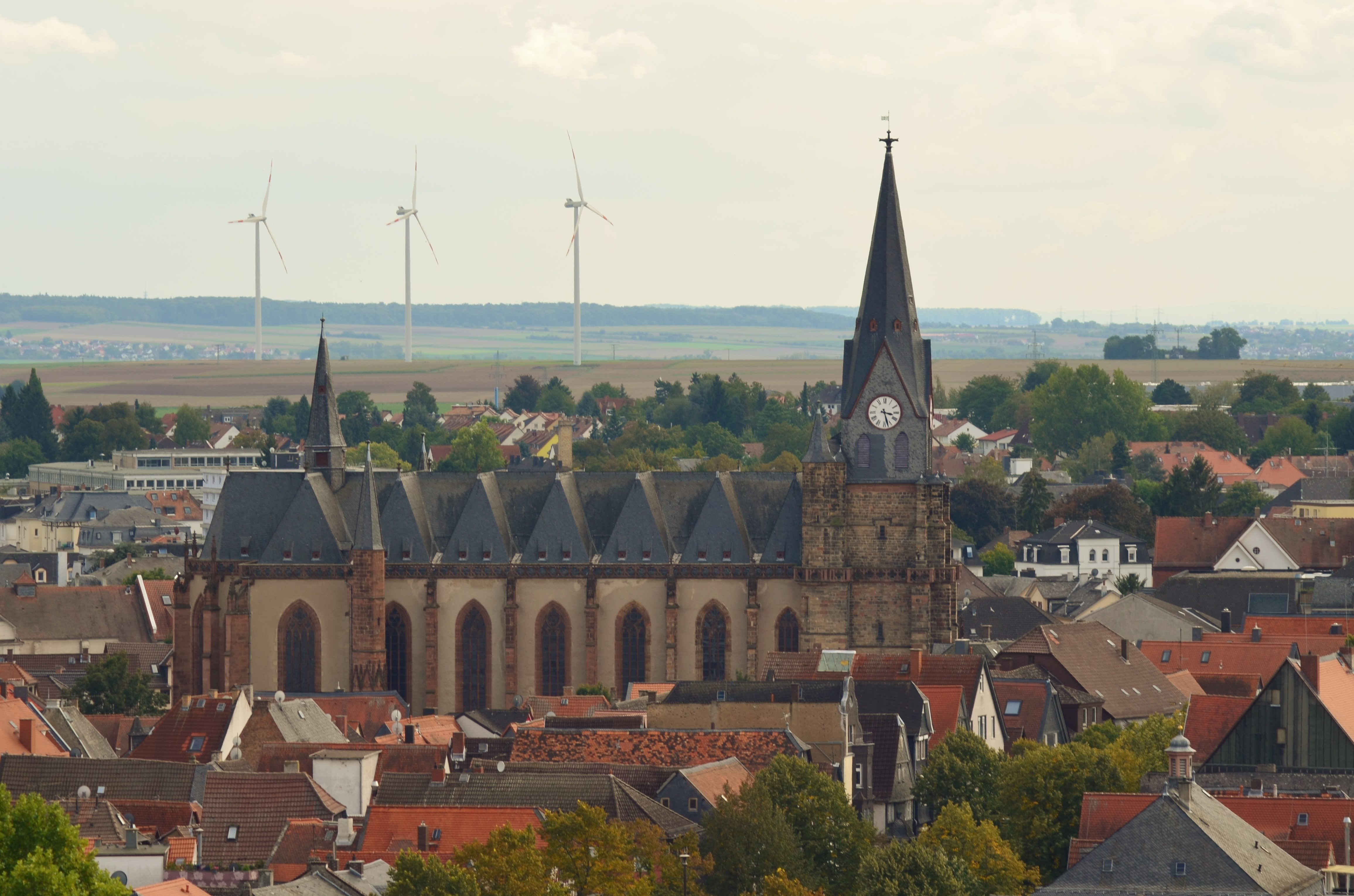
Friedberger Stadtkirche

Der Haupteindruck der Stadtkirche wird durch die unfertige Doppelturmfassade im Westen und die gleichmäßig jochweise quer zu dem langen Mittelschiffsdach angeordneten steilen, gleich hohen Walmen geprägt. Durch massive Strebepfeiler werden der aufragende Nordturm und der südliche Turmstumpf schlicht vertikal gegliedert und von wenigen Fenstern durchbrochen. Während der Nordturm die Höhe des Dachfirstes der Halle erreicht und darüber mit einem verschieferten Glockengeschoss die beachtliche Höhe von 62 Metern erreicht, verbleibt der Südturm in niedriger Höhe. Sein Pyramidendach erreicht gerade die Firsthöhe der anschließenden Halle. Diese erstreckt sich hinter der Doppelturmfassade in einem gleichmäßigen Rhythmus. Die die Außenseiten des Langhauses stützenden und zugleich strukturierenden Strebepfeiler sind mit einigen Wasserschlägen gegliedert und werden bekrönt von Fialen. Aus ihnen ragen figürliche Wasserspeier. Die verputzten Außenwände besitzen über den Scheiteln der Seitenportale ein durchgehendes horizontales Kaffgesims. Es bildet zugleich die Sohlbank der dreibahnigen, seitlich mit profilierten Laibungen versehenen Maßwerkfenstern, die jeweils in geometrisch konstruiertem Couronement gipfeln. Wie alle gliedernden architektonischen Elemente der Kirche sind sie aus fast immer rotem Sandstein gearbeitet, die die ansonsten verputzten Mauerflächen unterteilen. Oberhalb des Traufgesimses umrundet eine sandsteinerne Maßwerkgalerie aus einer Folge von Vierpässen den gesamten Kirchenbau und selbst den Hauptturm.

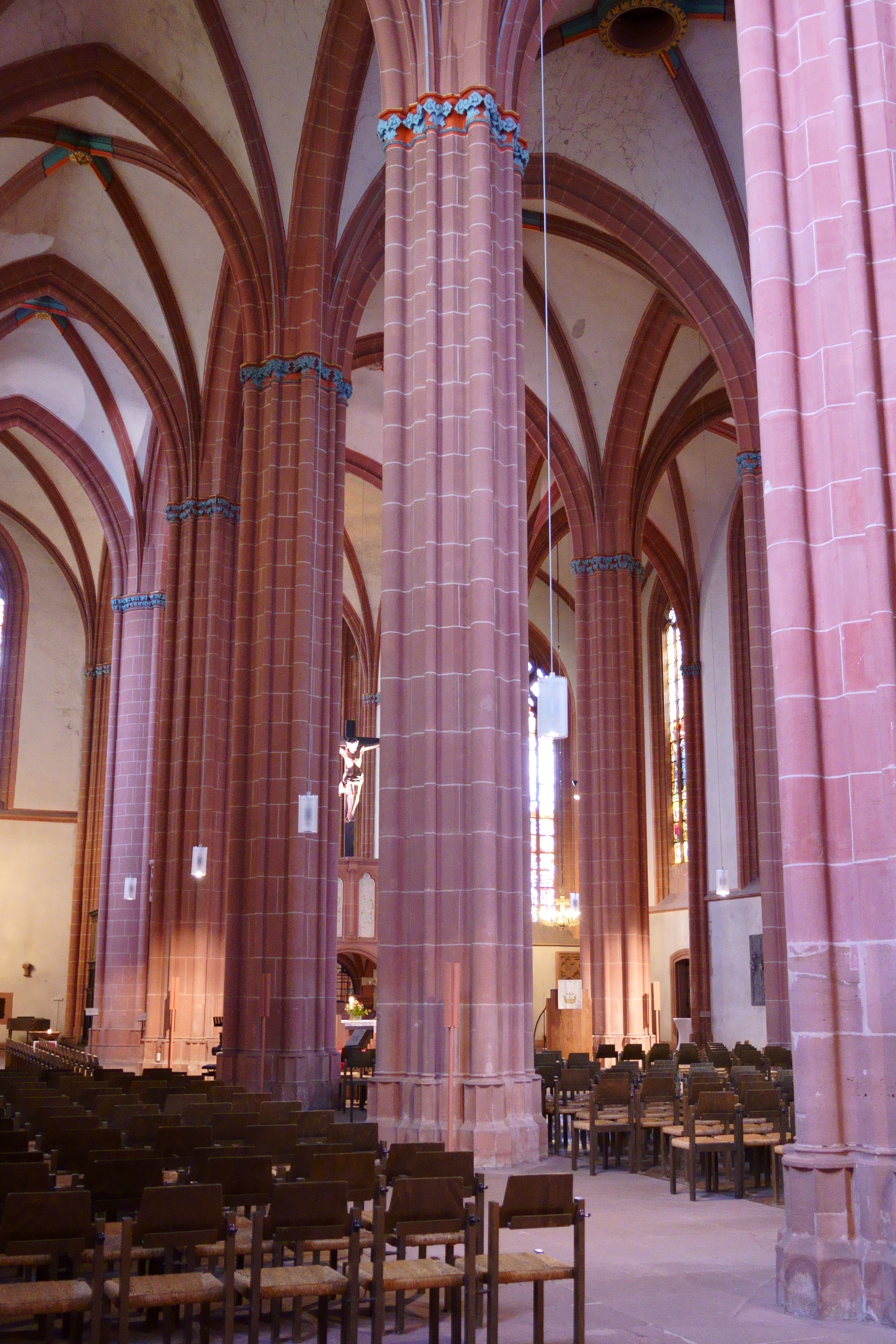
Blick durch die Mittelschiffsarkaden

Das Dach der Vierung wird durch einen, wie alle Dachflächen, verschiefert gedeckten Dachreiter hervorgehoben. Die beiden ganz aus Werkstein errichteten und mit Kantensäulchen, Blendbögen und Giebeln strukturierten Treppentürme am Übergang vom Quer- zum Langhaus überspielen diesen eher als sie ihn trennen. An Chor und Querhaus ähneln die Gliederungen jenen des jüngeren Langhauses weitgehend. Zu erwähnen bleibt dort aber das reiche, fünfbahnige Ostfenster in dessen Südarm. Die Querhausfassaden werden unterhalb der großen vierbahnigen Maßwerkfenstern von Portalen durchbrochen. Insbesondere das Brautportal auf der Südseite ist kunstvoll ausgestaltet.

### Innenraum

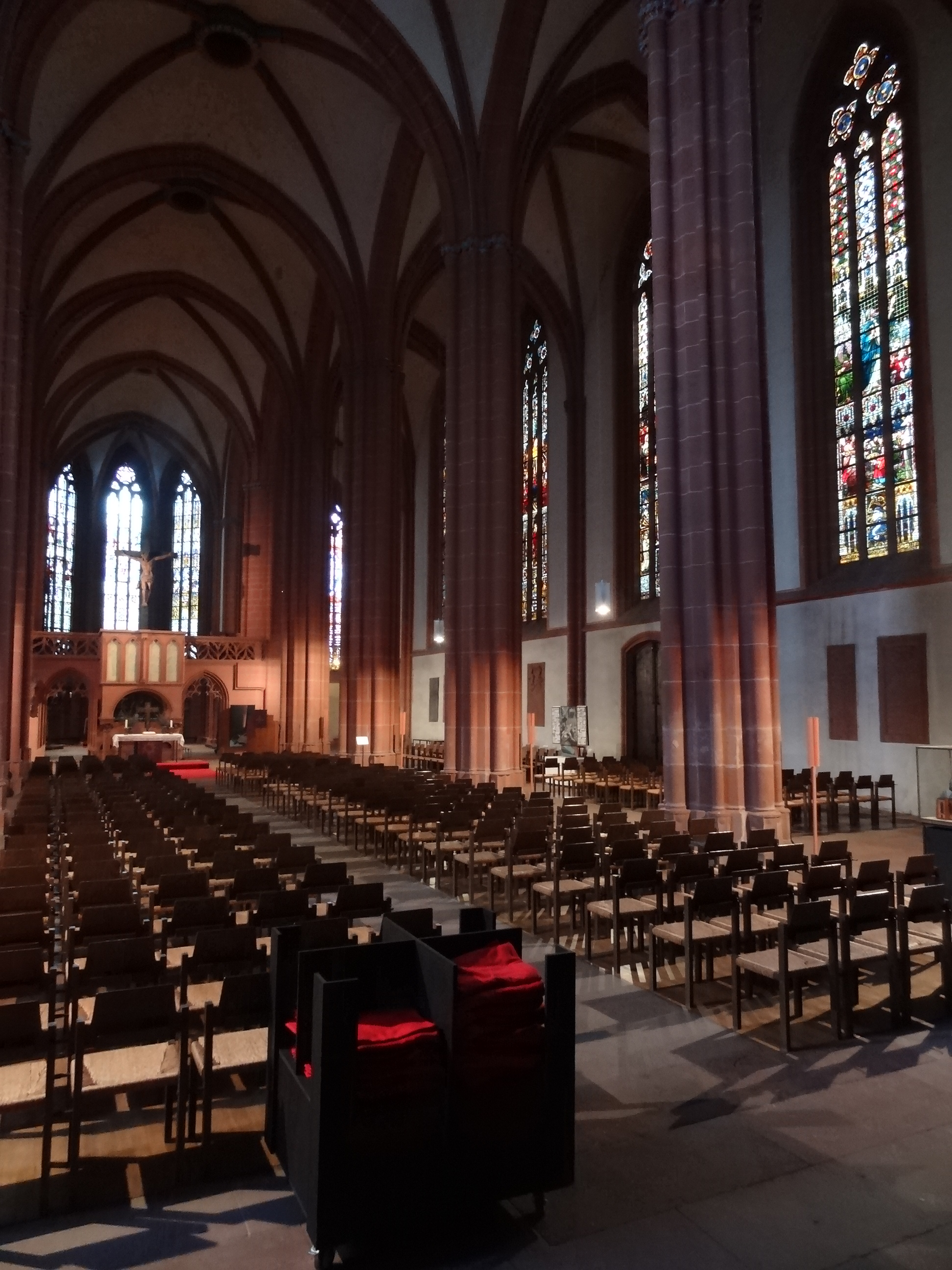
Innenraum der Stadtkirche, Blick Richtung Süd-Osten.

Der Innenraum erscheint durch die Hallenform geräumig und weitläufig. Hohe Arkaden trennen das Hauptschiff von den beiden Seitenschiffen. Die kantonierten Pfeiler mit je vier stärkeren in den Hauptachsen und vier feineren diagonal ansitzenden Runddienste gehen konsequent entweder in die Scheid- und Gurtbogen der jeweiligen Gewölbejoche oder in die diagonalen Gewölberippen über. Die Wandgliederung der Seitenschiffe entspricht der Außengliederung: Ein umlaufendes Gesims bildet die Sohlbänke für die hohen Maßwerkfenster. An die Stelle der Strebepfeiler treten der Wand vorgelagerte Dienstbündel, die sich in den Gurtbögen und Gewölberippen fortsetzen. Die beschriebenen Strukturen sind in Rot mit weiß aufgemalten Fugennetz gefasst und heben sich so von den weißen Wand- und Gewölbeflächen ab. Einzelne Akzente wie die Kapitelle werden mit blau-rot und goldener erneuerter Fassung gesetzt. Der Chor wird durch den Lettner und das Chorgestühl von den Querhausarmen und dem Langhaus abgegrenzt. Deutlich darüber hinaus ragt jedoch das 14 Meter hohe Sakramentshaus, dass sich auf der Nordseite des Chors befindet.

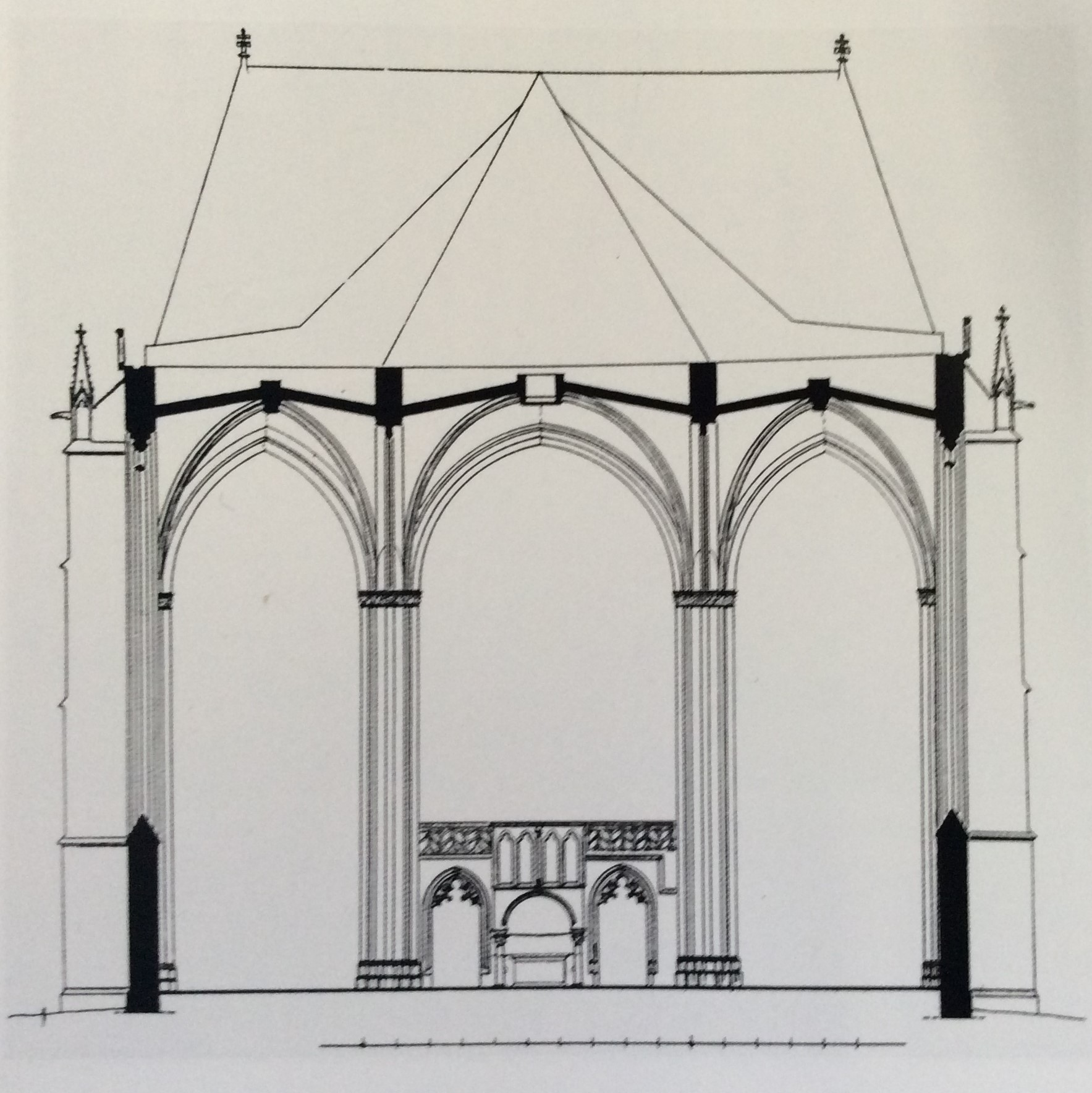
Querschnitt des Langhauses durch das 2. Joch von Osten

Ganz entscheidend für die Raumwirkung und zugleich die konstruktive Qualität ist die vom Grundriss her begründete Anordnung der Pfeilerabstände im Langhaus. Durch sie entstand die Ausgewogenheit des Raumeindrucks, indem die Seitenschiffe mit etwa sieben Zehntel der lichten Mittelschiffbreite erstaunlich breit ausfielen und damit auch in den Längsabständen reichlich Durchblicke in Schrägansichten ermöglichen. Die Verhältnisse sind geometrisch konstruiert: die Mittelschiffbreite kehrt in den Gewölbediagonalen der Seitenschiffsjoche wieder. Nicht zuletzt wurde damit dank der weniger spitz zulaufenden Mittelschiffsgewölbe und den etwas engeren Spitzbögen über den Seitenschiffjochen die auch statisch unvorteilhafte „Stelzung“ Letzterer unnötig, die bei den meisten älteren Hallenkirchen unumgänglich war.

## Ausstattung
Teile des Kirchenschatzes aus der Stadtkirche sind im Obergeschoss des Wetterau-Museums ausgestellt, darunter ein Reliquienkästchen und zwei silberne Kelche. Auch im Hessischen Landesmuseum Darmstadt befinden sich Teile der ehemaligen Ausstattung der Liebfrauenkirche, so etwa das ehemalige Hochaltarretabel (Großer Friedberger Altar, um 1365/70) und der kleine Friedberger Altar (um 1420).

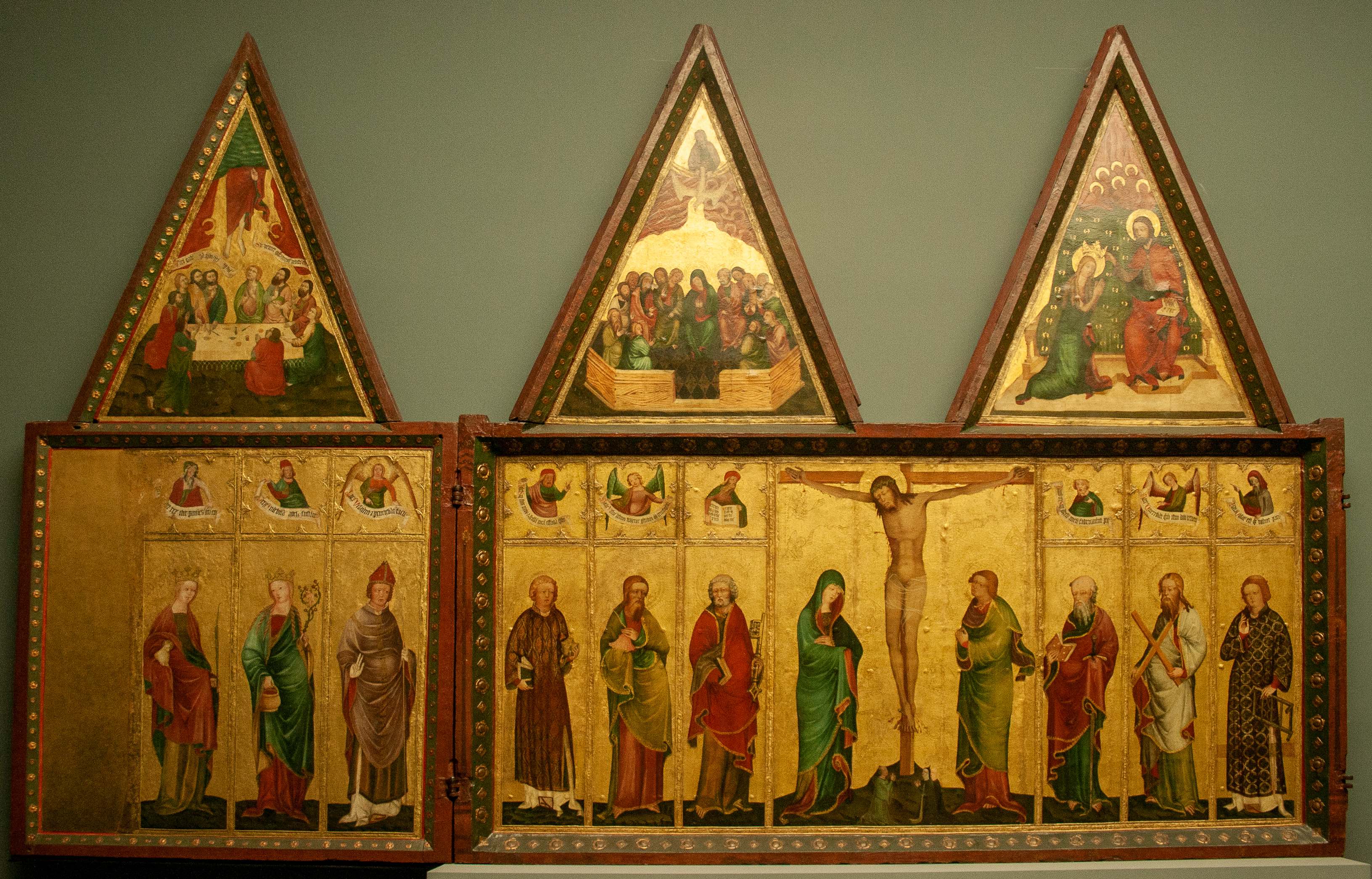
Großer Friedberger Altar, um 1365/70, heute Darmstadt, Hessisches Landesmuseum
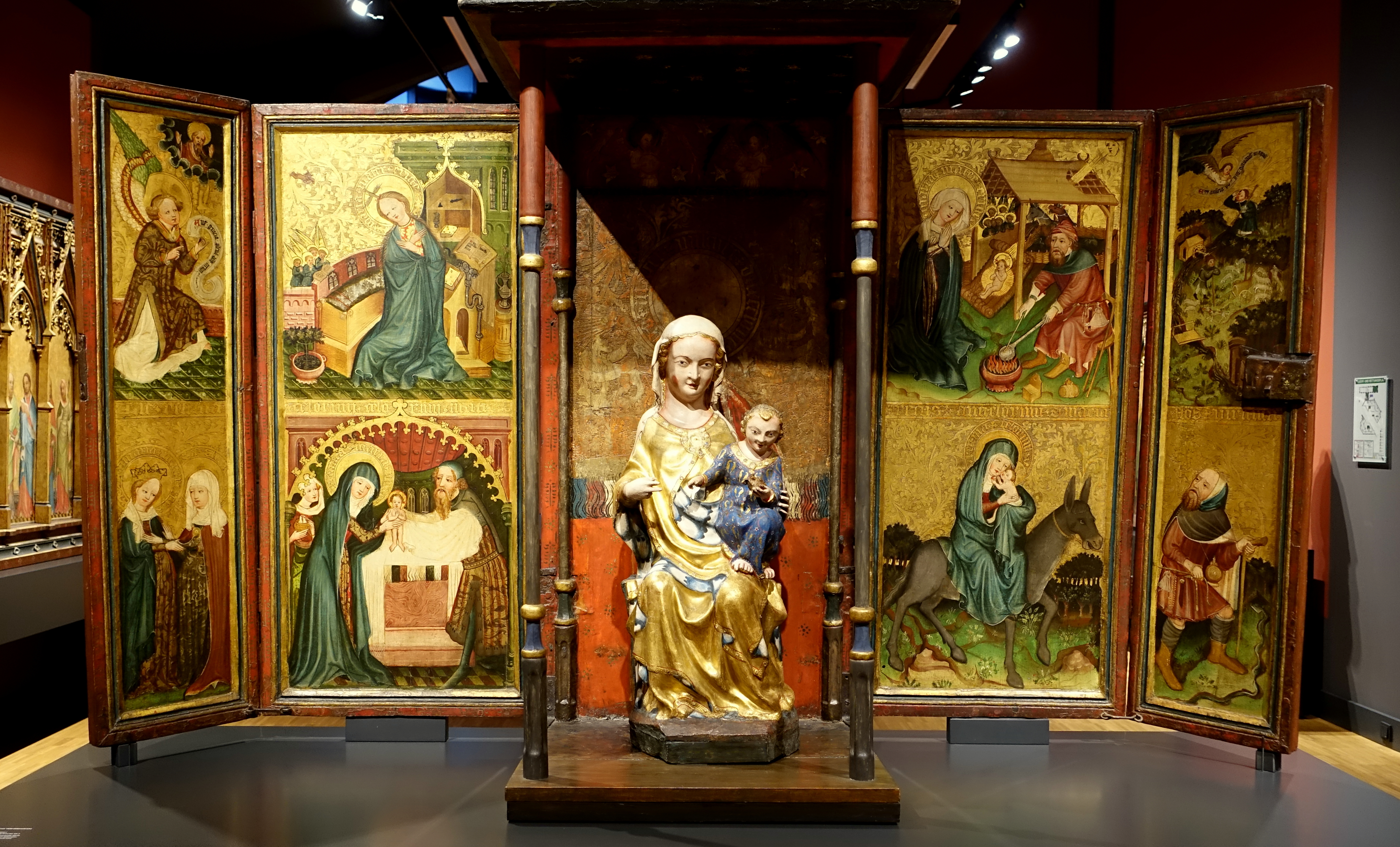
Kleiner Friedberger Altar, um 1420, heute Darmstadt, Hessisches Landesmuseum

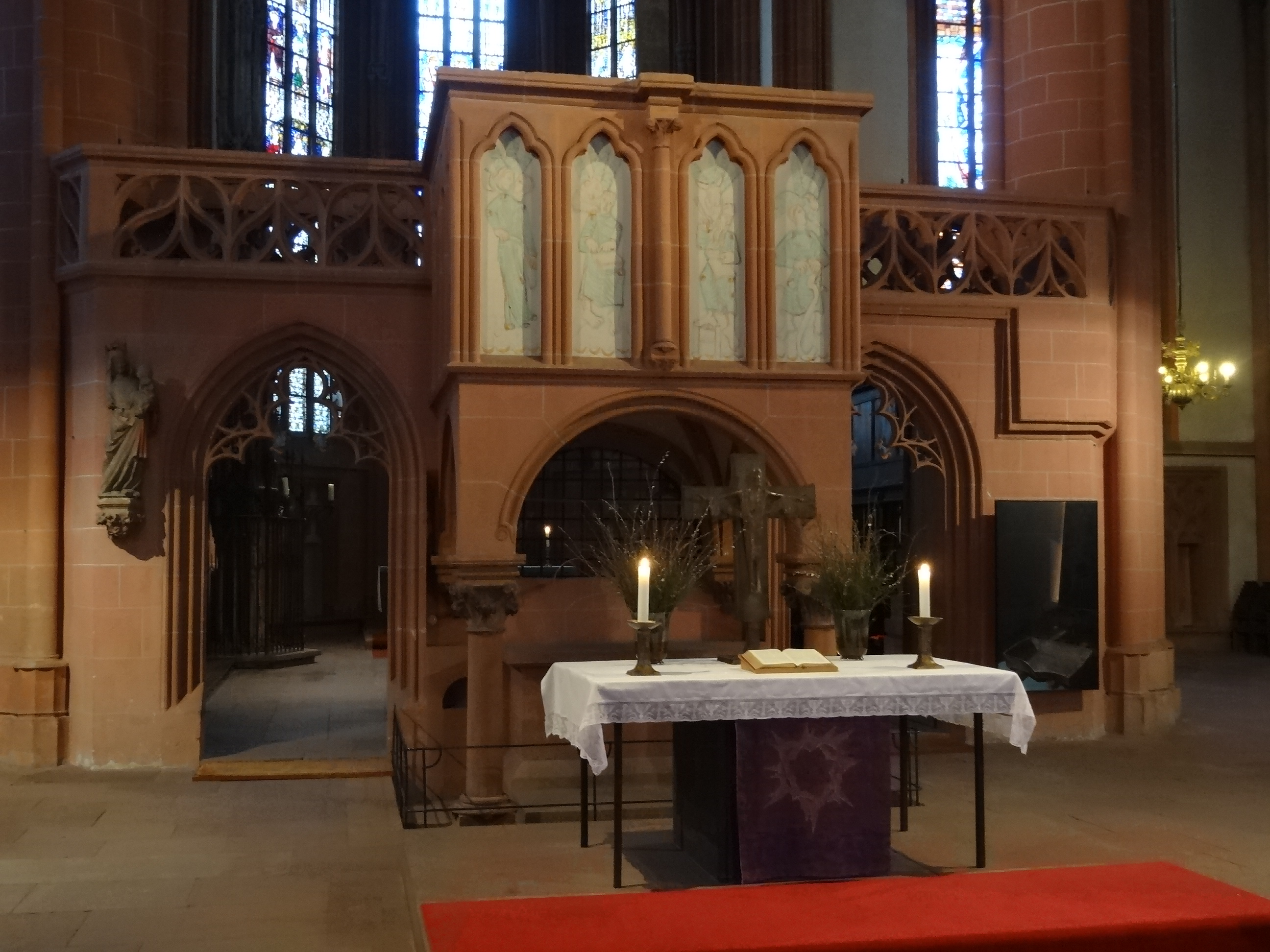
Lettner

### Lettner

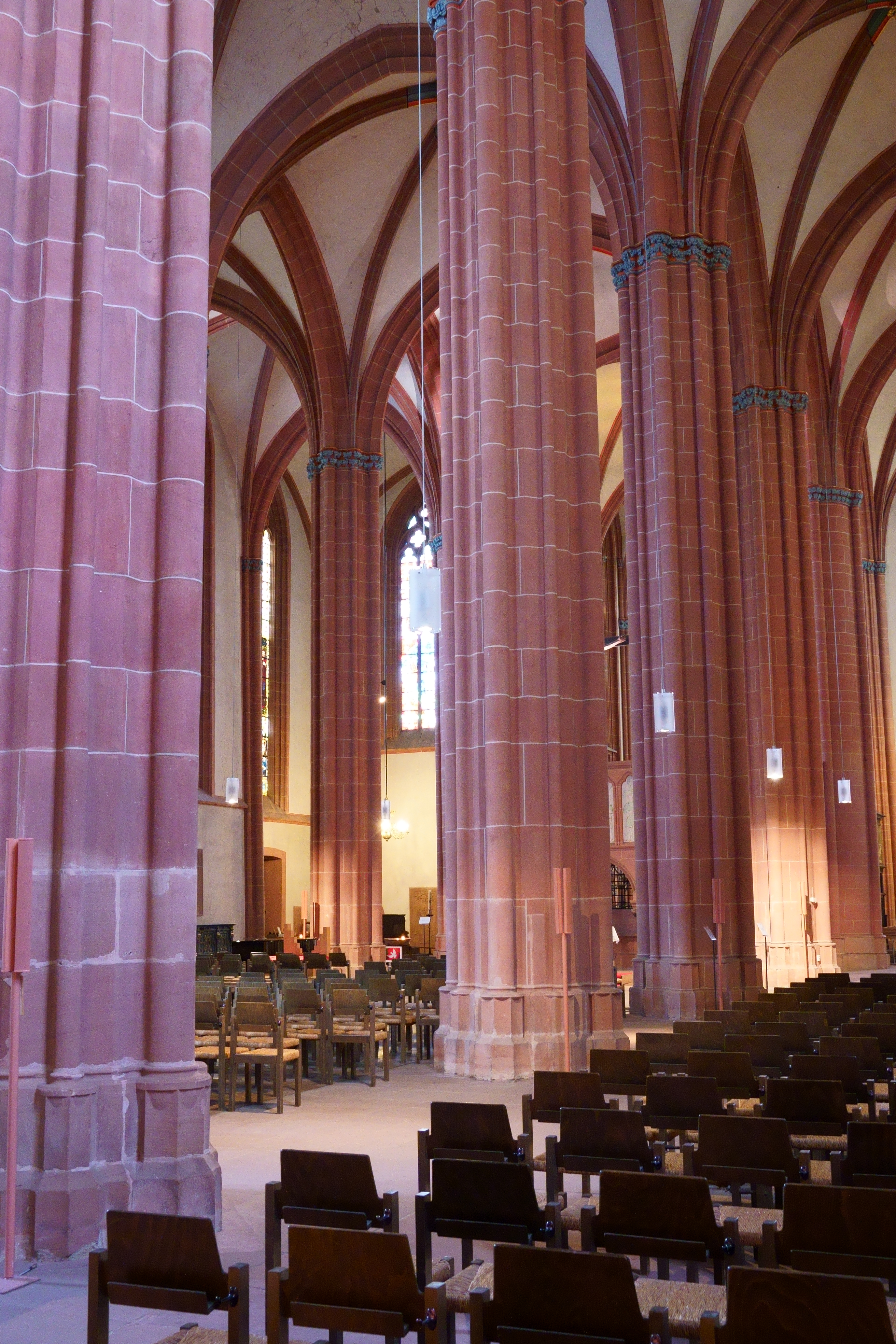
Diagonalblick durch das Langhaus mit Mittelschiffspfeilern

Der mittlere Teil des Kanzellettners entstand um 1240. Er war Bestandteil der romanischen Vorgängerkirche. Um 1430 erhielt der Lettner seine heutige Gestalt der späten Gotik. Zwei spitzbogige Türen mit verzweigtem Maßwerk wurden ergänzt. Über eine Steintreppe wird die Tribüne des Lettners erreicht. Unterhalb des Lettners befindet sich der Altar „Zum Heiligen Kreuz“. Dieser diente früher als Gemeindealtar. Oberhalb befindet sich ein überlebensgroßes Kruzifix, das um das Jahr 1500 geschaffen wurde.

Auf der linken Lettnerseite befindet sich die Friedberger „Lettnermadonna“, eine kostbare gotische Skulptur, die um 1280 entstand. Sie zeigt Maria als gekrönte Königin mit Jesusknaben auf dem Arm.

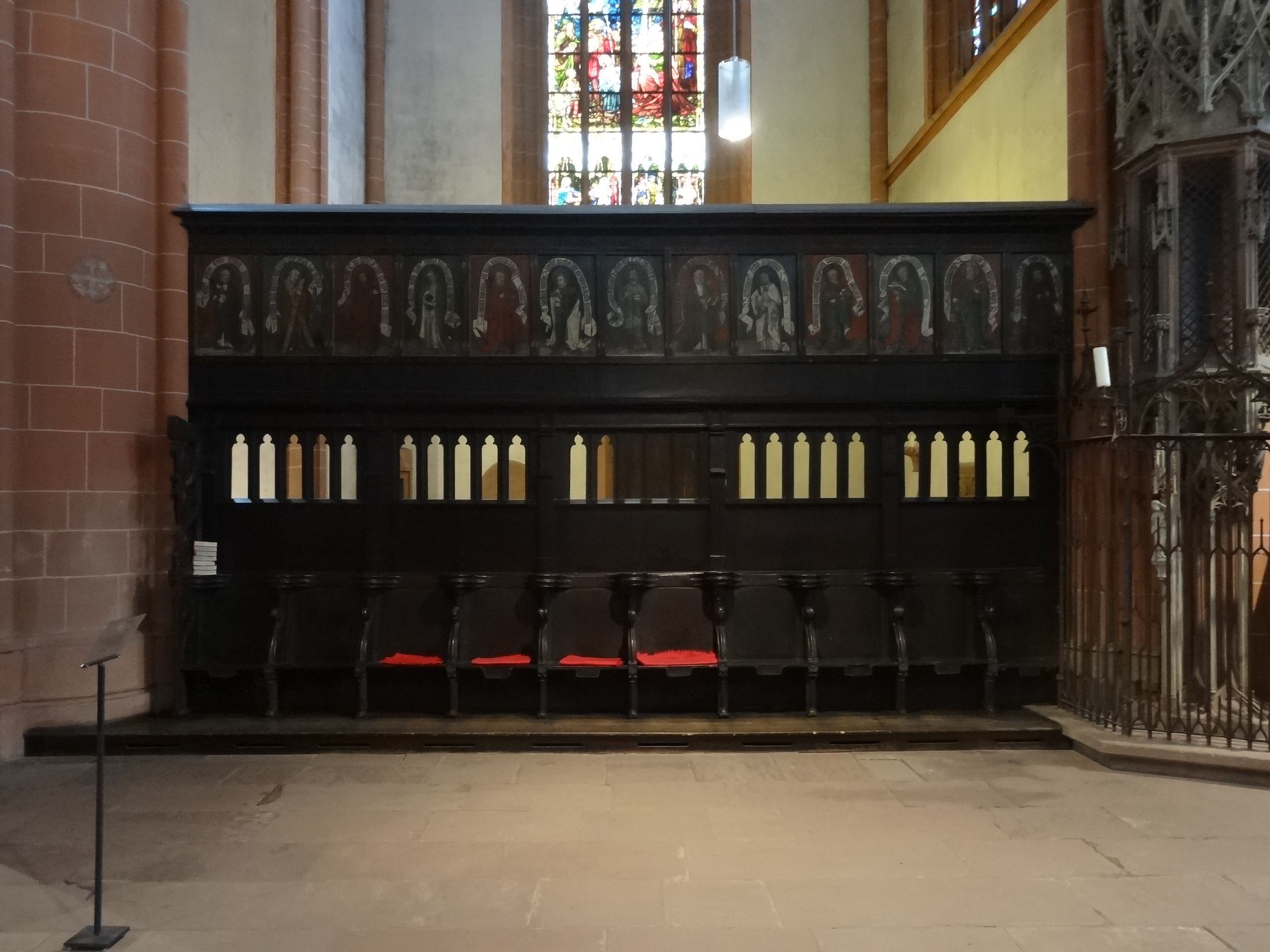
Eine Seite des Chorgestühls

### Chorgestühl
Der Chor der Kirche enthält ein eichenes Chorgestühl aus der Mitte des 14. Jahrhunderts. Es besteht aus 20 Klappsitzen und ist geschmückt mit größtenteils restaurierten Tafelmalereien aus dem 15. Jahrhundert. Bis ins frühe 19. Jahrhundert existierte die sog. Vorbank vor den beiden Sitzreihen. Diese fiel, ebenso wie die vorkragende Verdachung, 1822 weg.

### Sakramentshaus

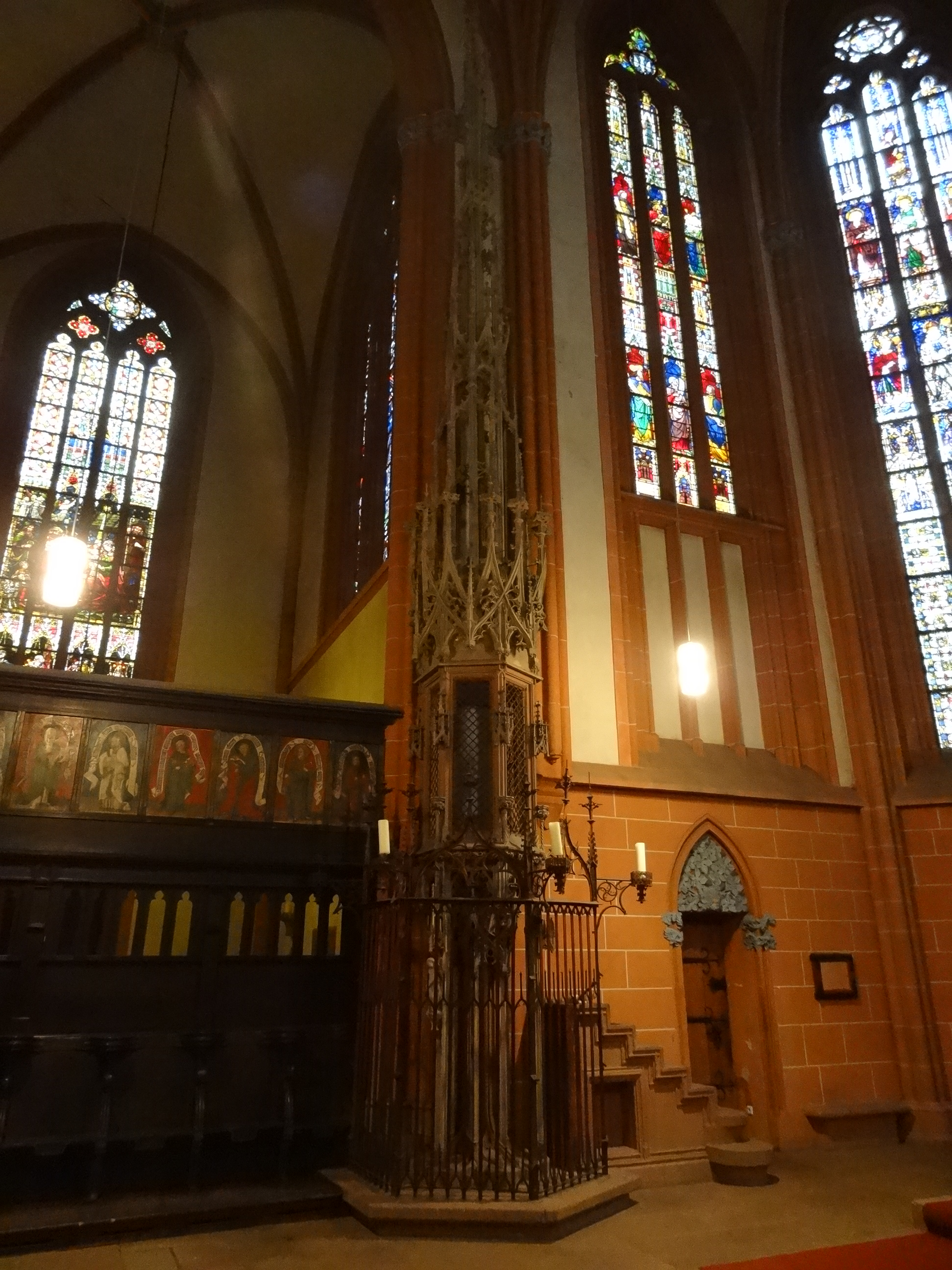
Das Sakramentshäuschen neben Portal mit Blattmaske in Weinranken

Das Sakramentshaus der Stadtkirche von Friedberg wurde zwischen 1482 und 1484 von dem in Frankfurt ansässigen Bildhauer Hans von Düren geschaffen. Auch wenn es lediglich rund ein halbes Jahrhundert in Gebrauch war, bezeugt es die Meisterschaft der Bildhauerei des 15. Jahrhunderts.
Für die Arbeit an dem Sakramentshaus erhielt Hans von Düren 275 Gulden und eine beträchtliche Menge Wein. Dies ist durch ein vorhandenes Rechnungsbuch belegt.
Der zentrale tragende Pfosten des Sakramentshauses besteht aus lokalem rotem Sandstein. Die feiner ausgearbeiteten Partien sind aus einem feinporigen grau-gelben Tuff, der das detailliertere Arbeiten ermöglicht. Auch wenn der erste Eindruck von dem reichen Dekor eingenommen wir, so verfügt das Sakramentshaus doch über eine klare, gut nachvollziehbarenStruktur. Es entwickelt sich vom Sockel nach oben über einen sechsteiligen Grundriss. Jede der einzelnen Ebenen setzt sich aus drei geometrischen Formen (einem Hexagon, einem Dreieck und einem sechszackigen Stern) zusammen, die unterschiedlich miteinander kombiniert werden. Der Aufriss ist dreiteilig. Den ersten Abschnitt bildet der Sockel, der die restlichen Strukturen trägt. Darauf folgen der Hostienschrein und die bekrönende Pyramide.
Teil des Sockels ist eine Verkündigungs-Gruppe. Die Jungfrau Maria mit einem Buch und der Erzengel Gabriel befinden sich auf kleinen Konsolen unterhalb von geschmückten Baldachinen. An den Streben des Hostienschreines befinden sich weitere für Figuren vorgesehene Baldachine, die zugehörigen Figuren wurden jedoch nie ausgeführt.

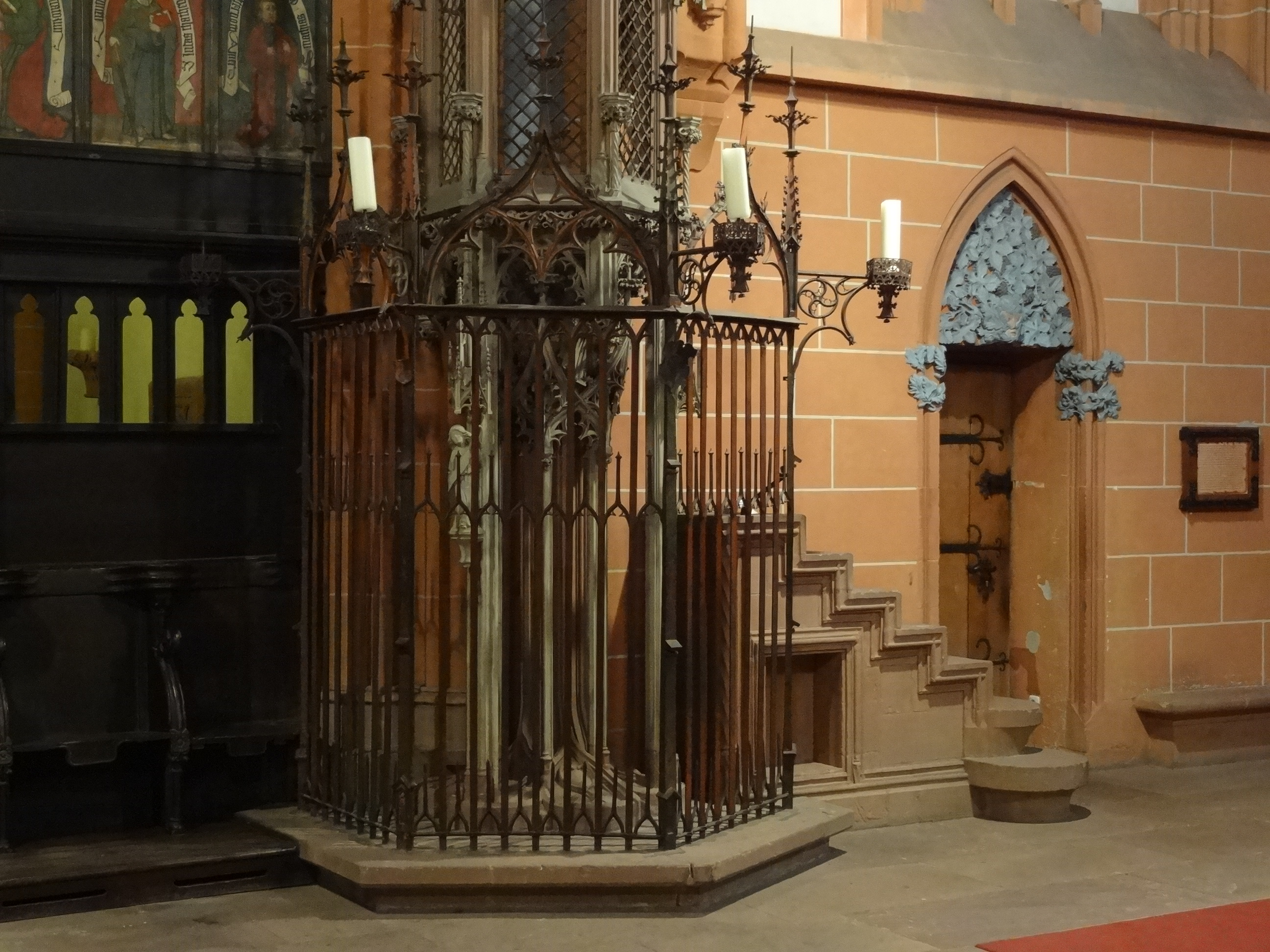
Sakramentshaus mit Gitter.

Das oberste Drittel des Sakramentshauses wurde im Laufe der Zeit beschädigt und ist daher nicht mehr originale Substanz, sondern eine Rekonstruktion von um 1900. Man kann nicht davon ausgehen, dass es sich dabei um eine korrekte Wiederherstellung des Originals handelt.

Hingegen noch original ist das mittelalterliche Eisengitter, dass das Sakramentshaus umgibt. Seit seiner Entstehung wurde weder das große Gitter noch die kleineren Gitter des Hostienschreines neu gestrichen. Es lassen sich daher noch heute Reste von roter, blauer und grüner Farbe sowie vergoldete Partien erkennen. 2021 wurde das Sakramentshaus restauriert. Das Gitter sowie das Tabernakel selbst dienen der Anregung sowie Limitierung des Blicks des Betrachters auf den in der Hostie präsenten Corpus Christi.

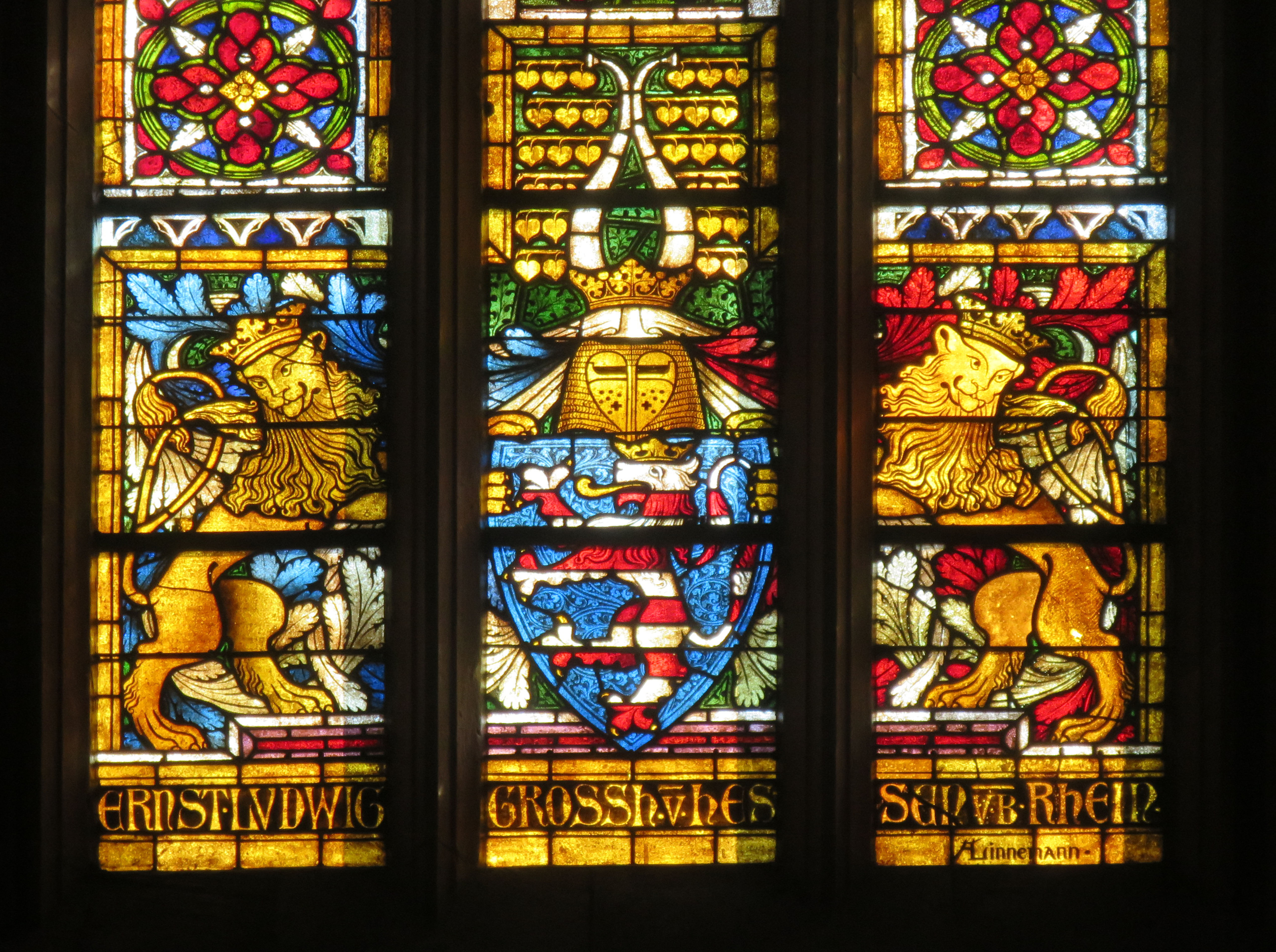
Ausschnitt eines von Großherzog Ernst Ludwig gestifteten Fenster mit hessischem Wappen

### Glasmalereien
Die Glasmalereien in der Friedberger Stadtkirche stammen im Wesentlichen aus drei Epochen: der Gotik, dem Historismus und der zweiten Hälfte des 20. Jahrhunderts.
- Die drei zentralen Glasfenster im Chor der Stadtkirche stammen noch aus dem Mittelalter.[10] Sie wurden von Henritz Heyl und Conrad Rule entworfen und in den 1470er Jahren in den Chor eingebaut. Maria, der die Kirche geweiht wurde, steht im Mittelpunkt des zentralen Chorfensters. Hinzu kommen zahlreiche Heiligendarstellungen. Ab 1886 wurden diese bedeutenden mittelalterlichen Glasmalereien restauriert und von dem Frankfurter Atelier Alexander Linnemann 1890 unter anderem durch drei Wappen im zentralen Chorfenster ergänzt.Allianzwappen von Zar Nikolaus II. und Zarin Alexandra Fjodorowna. Ausschnitt aus einem von der Zarin gestifteten Fenster

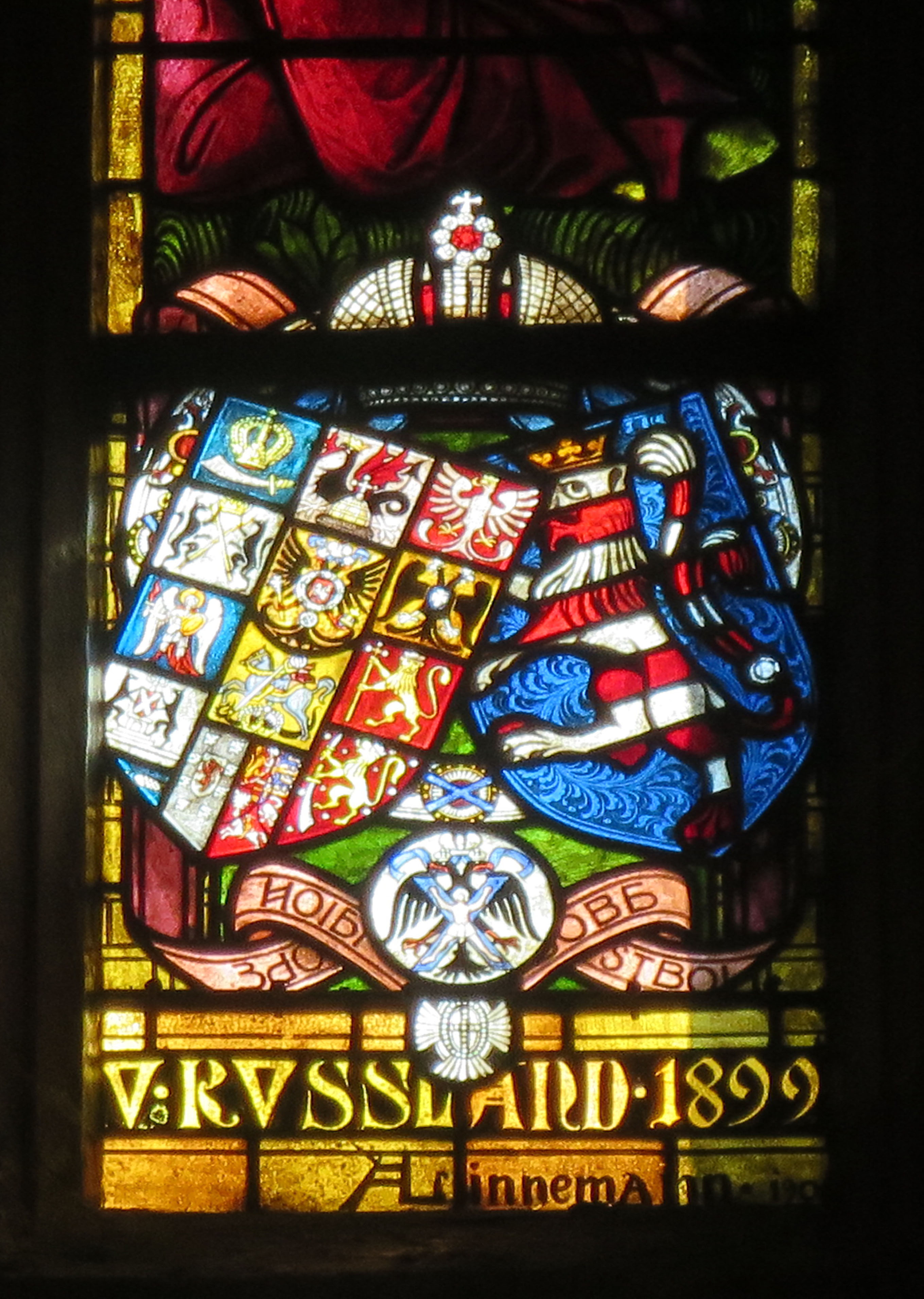
Allianzwappen von Zar Nikolaus II. und Zarin Alexandra Fjodorowna. Ausschnitt aus einem von der Zarin gestifteten Fenster

- 1899–1918 entstanden zahlreiche weitere neugotische Fenster und Ergänzungen durch das Atelier Linnemann. Diese dominieren heute die Farbverglasung des Raumes. Sie nehmen in ihrer Themenwahl Bezug auf das Neue Testament und zeigen die Wappen der Stifter, darunter das des damaligen Landesherren Großherzog Ernst Ludwig von Hessen und bei Rhein und dessen Schwester, der russischen Zarin Alexandra Fjodorowna.
- Die weitere Chorverglasung sowie das Westfenster schuf Charles Crodel 1962–1964. Ebenfalls von ihm stammen die Glasmalereien der Sakristei und die Bemalung der Kanzel vor dem spätgotischen Lettner. Alle seine Arbeiten sind eigenhändig und signiert. Nach Entwürfen von Elfriede Böhmer („Stadt-Fenster“ 1977), Blasius Spreng („Europa-Fenster“ 1985) und Hans-Gottfried von Stockhausen („Diakonie-Fenster“ 1986) sowie Helmut Lander („Ökumene-Fenster“ 1994) entstanden weitere Fenster.[11]

### Orgel

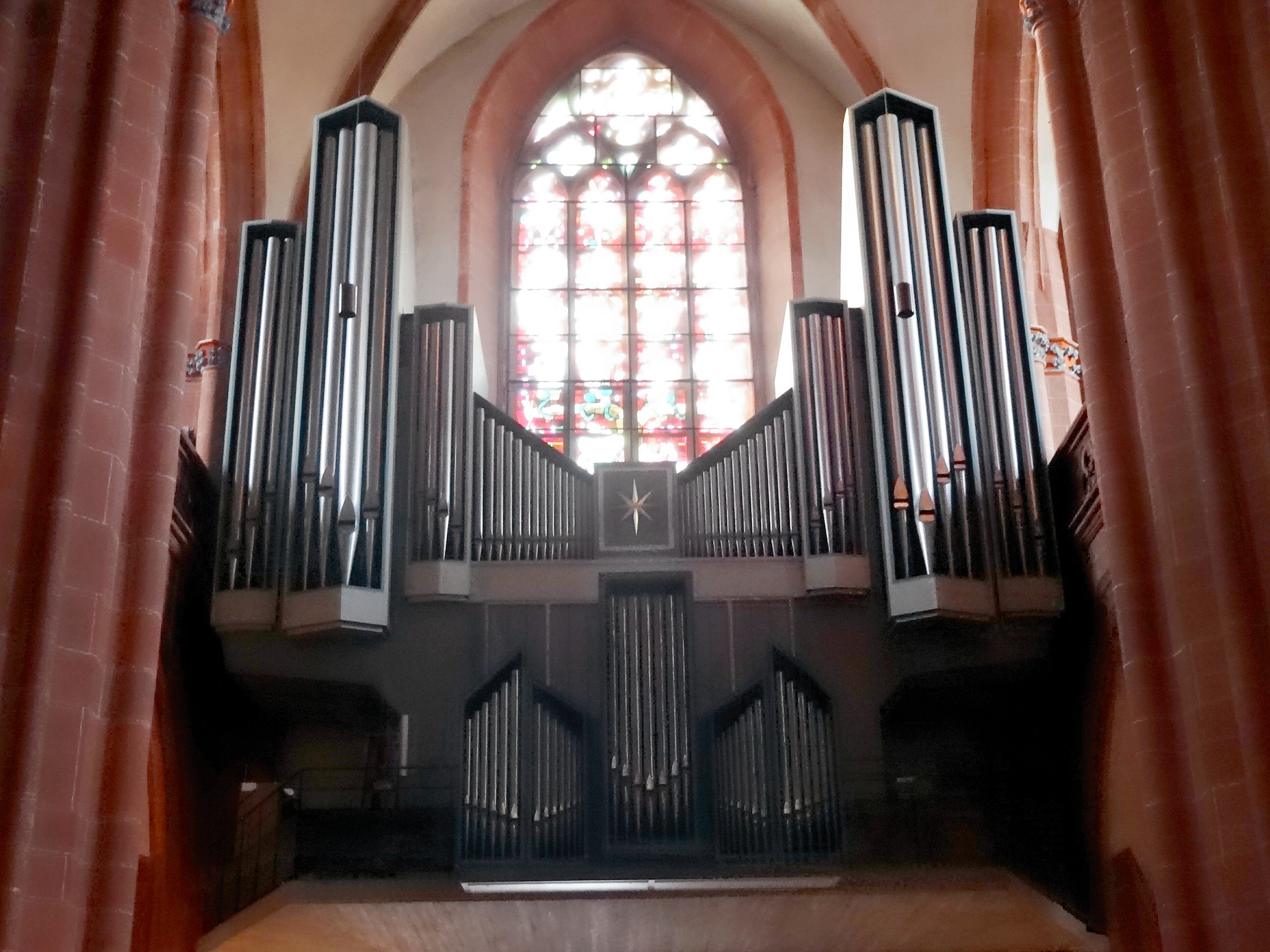
Orgelprospekt mit Rückpositiv

Eine erste Orgel baute der Frankfurter Orgelbauer Dietrich Krafft im Jahr 1422. Nach mehreren Reparaturen wurde sie wahrscheinlich im 16. Jahrhundert ersetzt. Aufstellungsort war die Nordwand. Georg Wagner nahm in den Jahren 1612–1614 größere Reparaturen oder einen Umbau an einem zweimanualigen Werk vor, das mit einem Rückpositiv ausgestattet war. Nachdem Johann Mayer aus Worms 1750 eine Orgel für die Burgkirche fertiggestellt hatte, baute er bis 1756 an der Orgel der Stadtkirche. Die originale Disposition ist nicht überliefert, aber als Friedrich Wilhelm Bernhard sie umbaute, verfügte sie über 33 Register auf zwei Manualen und Pedal. Der Spielschrank war im Untergehäuse eingebaut. Das Instrument wurde 1908 durch die Firma G. F. Steinmeyer & Co. ersetzt (III/P/52), die 21 alte Register einbezogen.
Die heutige Orgel mit Emporen- und Prospektgestaltung von Theo Kellner erbaute Firma Werner Bosch aus Niestetal 1964. Die Einweihung fand im März 1965 statt. Das Schleifladen-Instrument umfasste ursprünglich 44 Register auf drei Manualwerken und Pedal in neobarockem Stil. Einige historische Register von 1756 und 1908 wurden beibehalten. Die Spieltrakturen sind mechanisch und die Registertrakturen elektrisch. Im Zuge einer Renovierung in den Jahren 2021–2022 durch dieselbe Firma in Zusammenarbeit mit dem Orgelbauer Kilian Gottwald, Amöneburg, wurde ein Erweiterungsumbau für etwa € 500.000 vorgenommen. Elf zusätzliche Register mit romantischem Klangcharakter, aus denen weitere elf Extensionen und neun Transmissionen gewonnen werden, sind in den beiden Schwellkästen auf den seitlich angrenzenden Emporen untergebracht. Deren Einzeltonladen werden elektrisch angespielt, sämtliche Register sind jedem Manual durch zusätzlichen Registerwippen zuschaltbar. Zudem wurde die Orgel mit einem neuen, viermanualigen Spieltisch, mit neuen Spielhilfen und einer Setzeranlage ausgestattet. Seitdem verfügt das Instrument über 57 klingende Register mit folgender Disposition:
| I Rückpositiv C–g3 |       |     |
| Bleigedackt        | 08′   | (h) |
| Quintade           | 08′   |     |
| Praestant          | 04′   |     |
| Koppelflöte        | 04′   |     |
| Spitzflöte         | 02′   |     |
| Quinte             | 1 ⁄3′ |     |
| Sesquialtera II 0  | 2 ⁄3′ |     |
| Scharf IV–V        | 01′   |     |
| Dulzian            | 16′   |     |
| Vox Humana         | 08′   | (h) |
| Tremulant          |       |     |

| II Hauptwerk C–g3 |       |     |
| Pommer            | 16′   | (h) |
| Principal         | 08′   |     |
| Rohrflöte         | 08′   |     |
| Octave            | 04′   |     |
| Gedackt           | 04′   | (h) |
| Quinte            | 2 ⁄3′ |     |
| Octave            | 02′   |     |
| Blockflöte        | 02′   |     |
| Mixtur IV–V       | 02′   |     |
| Zimbel II         | 1⁄2′  |     |
| Trompete          | 08′   |     |

| III Brustwerk C–g3 |        |     |
| Quintade           | 16′    | (h) |
| Gedackt            | 08′    | (h) |
| Violflöte          | 08′    |     |
| Offenflöte         | 04′    | (h) |
| Nasat              | 2 ⁄3′  |     |
| Principal          | 02′    |     |
| Flachflöte         | 02′    |     |
| Terz               | 1 3⁄5′ |     |
| Nachthorn          | 01′    |     |
| None               | 8⁄9′   |     |
| Zimbel III–IV      | 2⁄3′   |     |
| Oboe               | 08′    | (h) |
| Helltrompete       | 04′    |     |
| Tremulant          |        |     |

| IV Schwellwerk links C–g3 |       |      |
| Bourdon                   | 16′   |      |
| Diapason                  | 08′   |      |
| Bourdon                   | 08′   | Ext. |
| Konzertflöte              | 08′   |      |
| Diapason                  | 04′   | Ext. |
| Konzertflöte              | 04′   | Ext. |
| Piccolo                   | 02′   | Ext. |
| Cornett III–IV            | 08′   |      |
| Progressio IV–V           | 2 ⁄3′ |      |
| Tuba                      | 16′   |      |
| Tuba                      | 08′   | Ext. |
| Tuba                      | 04′   | Ext. |

| IV Schwellwerk rechts C–g3 |       |      |
| Gambe                      | 16′   |      |
| Gambe                      | 08′   | Ext. |
| Vox coelestis              | 08′   |      |
| Lieblich Gedackt           | 08′   |      |
| Lieblich Gedackt           | 04′   | Ext. |
| Gambe                      | 04′   | Ext. |
| Vox coelestis              | 04′   | Ext. |
| Harmonia aetheria III      | 2 ⁄3′ |      |
| Klarinette                 | 08′   |      |
| Tremulant                  |       |      |

| Pedalwerk C–f1      |         |       |
| Contrabass          | 32′     | TM    |
| Principalbass       | 16′     |       |
| Subbass             | 16′     |       |
| Bourdon             | 16′     | TM IV |
| Salicetbass         | 16′     | TM IV |
| Quintbass           | 10 2⁄3′ |       |
| Oktavbass           | 08′     |       |
| Spitzflöte          | 08′     |       |
| Flötbaß             | 8′      | TM IV |
| Salicetbass         | 8′      | TM IV |
| Quintbass           | 5 1⁄3′  | Ext.  |
| Octavbass           | 4′      | TM IV |
| Gemshorn            | 04′     |       |
| Nachthorn           | 02′     |       |
| Basszink III        | 3 1⁄5′  |       |
| Pedalmixtur IV–VI 0 | 02′     |       |
| Posaune             | 16′     |       |
| Tuba                | 16′     | TM IV |
| Trompete            | 08′     |       |
| Tuba                | 8′      | TM IV |
| Clarine             | 04′     |       |
| Tuba                | 4′      | TM IV |

- Koppeln: III/I, IV/I, I/II, III/II, III/II 16′, IV/II, IV/III, I/P, II/P, III/P, IV/P
- Spielhilfen: Setzeranlage; 3 Schwelltritte mit Anzeigern (1964: 3 freie Vorbereitungen, Prinzipalchöre Manuale, Prinzipalchor Pedal, Organo Pleno, Handregister zu den freien Kombinationen, 8 Zungenabsteller)
- Anmerkung

(h) = Historisches Register, Pfeifenmaterial von 1756 bzw. 1908